# 奥登林山区劳特塔尔
奥登林山区劳特塔尔（德語：Lautertal (Odenwald)），简称劳特塔尔（德語：Lautertal，發音：[ˈlaʊtɐˌtaːl]，意为“劳特河谷”），是德国黑森州达姆施塔特行政区贝格施特拉瑟县的市镇，面积30.75平方千米，2023年12月31日人口为7,167人。